# Lakshmi N. Menon

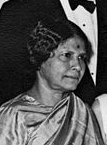
Lakshmi N. Menon bei einem Staatsbesuch in den USA 1963

Lakshmi N. Menon (Malayalam ലക്ഷ്മി എൻ. മേനോൻ; * 27. März 1899 in Thiruvananthapuram; † 30. November 1994) war eine indische Diplomatin und Politikerin.

## Ausbildung und Berufstätigkeit
Lakshmi N. Menon wurde 1899 als Tochter von Rama Varma Thampan und Madhavikutty Amma in Thiruvananthapuram, der Hauptstadt der südindischen Provinz Kerala, geboren. Sie verlor ihre Mutter im Alter von 6 Jahren und wurde von ihrer Großmutter großgezogen. Sie studierte in ihrer Heimatstadt Geschichte und Englisch und erhielt 1920 den BA-Abschluss. In der Folge unterrichtete sie an der Maharajas high school, parallel studierte sie bis zum Master-Abschluss 1922 Ökonomie und Sozialwissenschaften. Am Lehrer-Seminar Maria Grey training college in London qualifizierte sie sich in der Folge in Pädagogik weiter. Während der 1920er and 1930er Jahre war ihr Denken sehr von Persönlichkeiten wie Annie Besant, Margret Cousins und Sarojini Naidu beeinflusst. 1930 heiratete sie Prof. V. K. Nandan Menon (später Vizekanzler der University of Travancore in Kerala, Hochschullehrer an der Patna University in Bihar und Direktor des Indian Institute of Public Administration in Neu-Delhi). Sie folgte ihrem Ehemann nach Lucknow in Uttar Pradesh, wo sie weiter unterrichtete und gleichzeitig eine Ausbildung zur Rechtsanwältin an der Lucknow University absolvierte. In den folgenden Jahren war sie als Juristin tätig. 1939 erwarb sie ein Sprachdiplom für Französisch in Paris. 1944 veröffentlichte sie ein Buch über die Situation indischer Frauen für die Buchreihe Oxford Pamphlets on Indian Affairs.

## Politisches und gesellschaftliches Wirken
In London traf Lakshmi N. Menon auf Jawaharlal Nehru, was zu einer intensiven Zusammenarbeit bis zu Nehrus Tod 1964 führte. Neben Vijaya Lakshmi Pandit, Hansa Jivraj Mehta und Shareefah Hamid Ali gehörte sie zu den Frauen, die Indien auch auf internationaler Ebene repräsentierten. 1948 war sie Mitglied der 3. Generalversammlung der Vereinten Nationen und arbeitete u. a. an der Formulierung der Allgemeinen Erklärung der Menschenrechte mit. Sie setzte sich insbesondere für die ausdrückliche Gleichbehandlung von Mann und Frau ein und dafür, dass die Menschenrechte unabhängig davon gelten, ob jemand unter Kolonialherrschaft lebt oder nicht. In der Folge war sie in verschiedenen Funktionen bei der UN tätig.
Lakshmi N. Menon war von 1952 bis 1966 Mitglied der Rajya Sabha, der zweiten Kammer des indischen Parlamentes. Sie arbeitete von 1952 bis 1957 als parlamentarische Staatssekretärin im Außenministerium, danach bis 1962 als Vize-Ministerin und schließlich als Staatsministerin bis 1966. In ihre Amtszeit fielen der Indisch-Chinesische Grenzkrieg und Auseinandersetzungen mit den USA wg. Voice of America. Nach ihrem Rückzug aus allen politischen Ämtern wandte sie sich 1967 gesamtgesellschaftlichen Aufgaben zu. Sie unterstützte die Gründung der Federation of University Women in Indien und war lange Jahre Präsidentin und Leitfigur der All India Women's Conference. Sie war neben Morarji Desai Vizepräsidentin des All India Prohibition Council und gründete 1988 gemeinsam mit A. P. Udhayabhanu and Johnson J. Edayaranmula das Alcohol & Drug Information Centre (ADIC)-India, das sie bis zu ihrem Tod leitete. Daneben war sie Präsidentin des indischen Komitees zur Beseitigung des Analphabetismus unter Frauen und von 1972 bis 1985 Vorsitzende des von Mahatma Gandhi gegründeten "Kasturba Gandhi National Memorial Trust", einer Stiftung, die sich der Förderung von Frauen und Kindern im ländlichen Raum widmet.

## Rezeption
In Anerkennung ihrer Verdienste wurde sie 1957 mit dem Padma Bhushan ausgezeichnet.